# Nuhasse

Siria en la época de la batalla de Qadesh.

Nuhasse o Nuhašša fue un territorio en la región siria mencionado en varios documentos del Medio Oriente que estaba ubicado entre Mari (ciudad situada al oeste del Éufrates) y Hamath. En 1350 a. C. las cartas de Amarna hacen referencia a Nuhasse en once tablillas de arcilla en acadio cuneiforme. 
La mayor parte de la región estaba situada al sur de Alepo. En las cartas de Amarna se menciona que Nuhasse estaba gobernada por Addu-ninari.
Gracias a varias tablillas, se tiene conocimiento de una rebelión ocurrida en la región durante el séptimo año de reinado de Mursili II de Hatti.